# Hermann Bartels (Architekt)
Hermann Bartels (* 14. April 1900 in Minden; † 13. Januar 1989 in Essen) war ein deutscher Architekt, der von NSDAP und NS-Staat mit bedeutenden Bauprojekten betraut wurde.

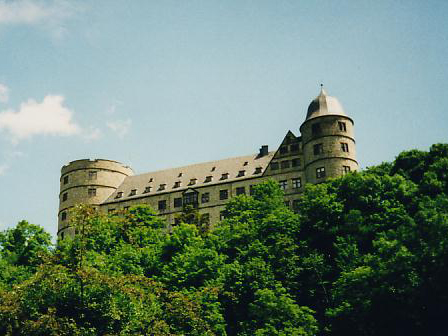
Die Wewelsburg

## Leben
Zum 1. September 1932 trat er der NSDAP bei (Mitgliedsnummer 1.322.590). 1933, er war zu dieser Zeit bereits Gaukulturwart und Amtsleiter der NSDAP, wurde Bartels vom Reichsführer SS Heinrich Himmler zum leitenden Architekten für den geplanten Umbau der Wewelsburg zur SS-Burg ernannt. 1939 legte er einen ersten Entwurf vor und erweiterte die Planungen bis 1944 um zahlreiche weitere Projekte, die eine vollständige Umgestaltung des Dorfes Wewelsburg und Umsiedlung eines Teils der Einwohner vorsahen. Seit 1939 wurden für die Bauarbeiten KZ-Häftlinge eingesetzt, für die zunächst als örtliches Lager eine Außenstelle des KZ Sachsenhausen eingerichtet wurde, aus der dann das KZ Niederhagen hervorging. Die Häftlinge kamen auch beim Bau des sogenannten Führerhauses 1 zum Einsatz, einer repräsentativen Villa, die Bartels als Wohnhaus diente.
1938 gewann Bartels gemeinsam mit seinem ehemaligen Studienkollegen Felix Ganteführer (1902–1984), dem späteren Architekten des Ruhrfestspielhauses in Recklinghausen, die Ausschreibung der Lippischen Landesregierung für ein Denkmal, das auf dem Hiddeser Berg bei Detmold zum „ewigen Gedenken“ an den Wahlsieg Adolf Hitlers und der NSDAP im Lande Lippe errichtet werden sollte. Die Entscheidung für die von den beiden Preisträgern entworfene „Volkshalle“, die 10.000 Menschen fassen und das Kernstück einer noch umfassenderen Anlage bilden sollte, traf ein Preisgericht, dem Albert Speer und der Gauleiter Alfred Meyer angehörten. Die Zustimmung zu dieser Entscheidung erteilten Adolf Hitler persönlich, Heinrich Himmler und der Reichsorganisationsleiter der NSDAP Robert Ley.
Bartels war außerdem mit den Planungsarbeiten für die Neugestaltung der Stadt Münster und die dabei zu schaffenden Parteibauten beauftragt, als Münster 1939 zur „Neugestaltungsstadt“ erklärt und als Gauhauptstadt im Sinne der NSDAP umgestaltet werden sollte.
Am 21. Juni 1942 wurde Hermann Bartels zum SS-Standartenführer (Mitgliedsnummer 293.737) befördert.